# Модиин-Маккабим-Реут
Модиин-Маккабим-Реут, Модиин-Макабим-Реут (ивр. מודיעין-מכבים-רעות‎) — город в Израиле, находится в Центральном округе между Тель-Авивом и Иерусалимом. Модиин был основан в 1993 году предположительно на месте древнего поселения с тем же названием, в котором началось описанное в Книге Маккавеев восстание Маккавеев в 167 году до н. э.
В 2003 году был объединён с населённым пунктом Маккабим-Реут. Занимаемая площадь — 50 км².

## Население
По данным Центрального статистического бюро Израиля, население на начало 2020 года составляло 93 277 человек. По данным на 2022 год население города превысило 100 000 человек.
Среднемесячная заработная плата работника в 2019 году составила 13 746 шекелей (средняя по стране зарплата составляла 9 745 шекелей).

## Информация о городе
Модиин — первый город в Израиле, который построен по предварительному плану и рассчитан на 250.000 жителей. Город строился в качестве «спального города», в котором живут те, кто работает в районе большого Тель-Авива и в Иерусалиме, предпочитая жить в экологически чистой зоне с благоприятным для здоровья микроклиматом. В Модиине нет тель-авивской влажности, и часто дует прохладный горный ветерок. На 2005 год население города составляло 60 тысяч человек, но город стремительно растёт. Выбор местоположения города определялся тем, что Модиин расположен на ключевом для Израиля транспортном узле. В древности это место в стратегическом отношении было ключевым пунктом между приморской равниной и горной Самарией. И в настоящее время в этом месте пересекаются железнодорожная трасса Тель-Авив — Иерусалим и главная скоростная автострада, пересекающая Израиль с севера на юг — Шоссе № 6. Чуть севернее Модиина проходит и шоссе № 443, которое является северным въездом в Иерусалим, а чуть южнее трасса Тель-Авив — Иерусалим. C 2010 года открыто шоссе 431, соединяющее город с Тель-Авивом (с юга), Ришон Ле-Ционом и Ашдодом в объезд крупных транспортных пересечений. Главные воздушные ворота страны, аэропорт имени Давида Бен-Гуриона, расположен в 13 километрах от города. Модиин находится у отрогов Иерусалимских гор, что было использовано в качестве ключевого компонента концепции городской застройки. Городские бульвары пролегают в долинах. При этом жилые дома поднимаются террасами на покрытые сосновым лесом холмы. В центре города имеется живописный парк с гористым ландшафтом, а северо-восточная часть города развивается как зона спорта и отдыха.

## Галерея
- Панорама Модиина
- Высотные жилые дома
- Улица Левона́ в Модиине
- Железнодорожная станция

## Известные жители
Ярив Левин — израильский политик, депутат кнессета от партии Ликуд.